# Сент Винсент (острво)
Свети Винсент је вулканско острво смештено у Карипском мору. То је највеће острво државе Свети Винсент и Гренадини и смештено између Свете Луције и Гренаде. Највиши врх острва је Суфријер, активни вулкан висок 1234 метра. 
У 18. веку су се између овога острва спорили Велика Британија и Француска, а 1763. уступљен је Британцима. Поновно долази до сукоба, али се 1783. острво поново налази у британским рукама. Након осамостаљења 27. октобар 1979. постало је седиште новоосноване државе. На острву данас живи 120.000 становника, а у главном граду острва и државе Кингстауну у живи 25.418 становника. Остали су размештени дуж обале у осталих пет већих градова Лаиоу, Бароуалиу, Чатеаубелаиру, Џорџтауну и Цалиакуи. Острво се дели на пет општина. Становништво острва себе зове Винцентијанцима, а углавном га чине бели англо-француски досељеници, Карибљани, досељени Индијци те припадници мешаних раса. Годишња стопа раста на острвима је 0,5%. На острву као вера доминира хришћанство (претежно англиканци), а има и нешто мало хиндуса. Писменост острвљана врло је велика, чак 88%. Просечни животни век за мушкарце износи 69 година, а за жене 74. Незапослено је 12% становништва. Острво је име добило по Светом Винсенту из Сарагозе, јер га је, како предаја говори, Кристифор Колумбо открио у свом трећем путовању 1498, на празник Светог Винсента 22. јануара. Но, неки су оспорили то верујући да Колумбо на тај датум није био ни близу острва. Острво је дуго 18 километара, а најшира тачка острва износи 11 километара. Има површину од 345 км квадратних, а обална линија острва износи 84 километра. Припада групи Малим Антилима, а острво је врло шумовито и брдовито. Сент Винсент има влажну тропску климу, са просечним температурама између 18° и 31 °C.